# Сисой Печерський
Сисой затвірник Печерський (12 або 13 ст., Київ) — православний святий, чернець Печерського монастиря. Преподобний.
Біографічні дані невідомі.
Його мощі спочивають у Ближніх печерах в Києві.
Пам'ять 11 жовтня і 6 листопада.